# Скотт Велтз
Скотт Велтз (англ. Scott Weltz, 19 березня 1987) — американський плавець.
Учасник Олімпійських Ігор 2012 року.